# Вулиця Карела Чапека (Київ)
Ву́лиця Ка́рела Ча́пека — вулиця в Солом'янському районі міста Києва, житловий масив Першотравневий. Пролягає від проспекту Повітряних Сил до Уманської вулиці.
Прилучається Тополева вулиця.

## Історія
Вулиця виникла у середині XX століття, з 1957 року набула назву Борзенська, пізніше назва була уточнена на Борзнянська. 1961 року отримала назву вулиця Юліуса Фучіка, на честь чеського письменника і журналіста Юліуса Фучика. 
Сучасна назва на честь чеського письменника Карела Чапека — з 2022 року
Забудова вулиці відноситься до 1960-х — 1970-х років.

## Зображення

Анотаційна дошка із колишньою назвою вулиці. Зруйнована 25 червня 2022 року «невідомими» в балаклавах.
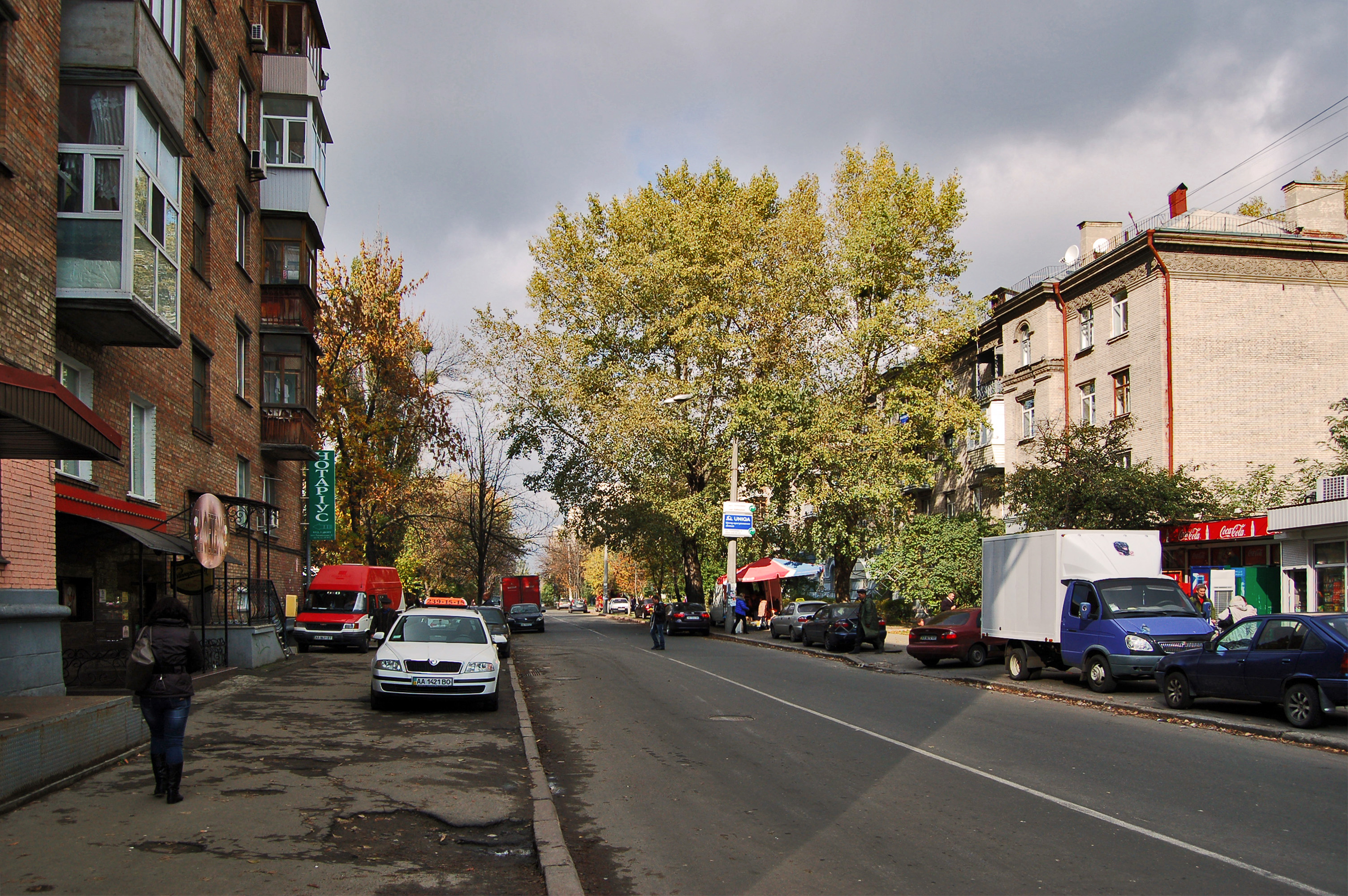
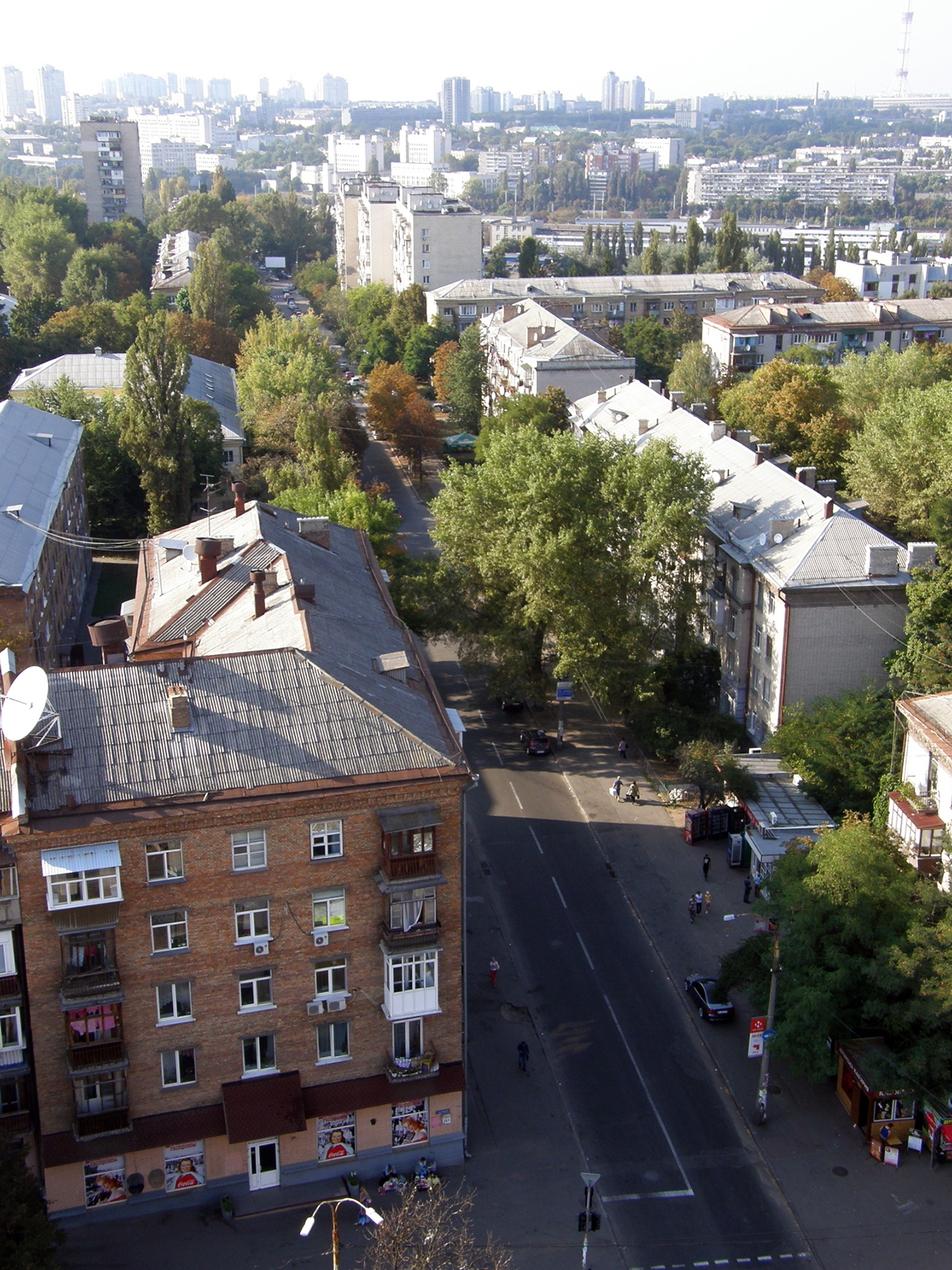
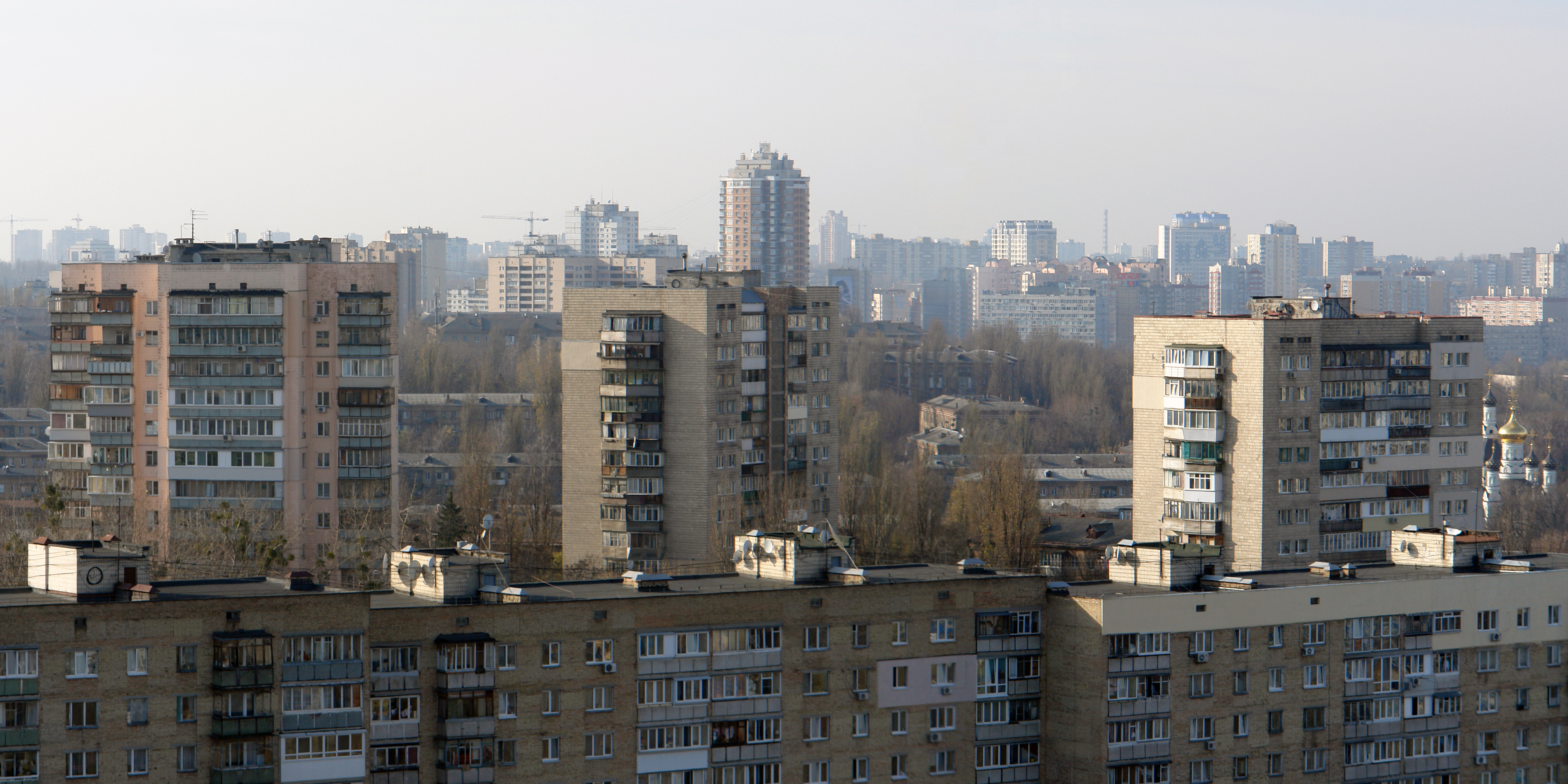
14-поверхові №№ 11а (проєкт 124-87-107, 1983 р.), 15 і 13 (серія К-14, 1971 і 1968 рр.); на передньому пляні 9-поверховий № 8 (87-я серія, 1978 р. для робітників кіностудії ім. Довженка й універмага «Україна»)]]